# Piekło (Kolano)
Piekło (kaszub. Piékło) – część kolonii Kolano w Polsce, położona w województwie pomorskim, w powiecie kartuskim, w gminie Stężyca, na obszarze Pojezierza Kaszubskiego. Wchodzi w skład sołectwa Szymbark.
W latach 1975–1998 Piekło administracyjnie należało do województwa gdańskiego.